# Adil as-Salimi
Adil as-Salimi, Adel Al-Salimi (arab. عادل السالمي, ʿĀdil as-Sālimī; ur. 6 lipca 1979) – jemeński piłkarz, grający na pozycji napastnika.

## Kariera piłkarska

### Kariera klubowa
Wychowanek klubu Al-Ahli Sana, w barwach którego w 1997 rozpoczął karierę piłkarską. W 2004 został wypożyczony do Asz-Szab Ibb. W 2008 przeszedł do Ar-Raszid Ta'izz. W drugiej połowie 2009 roku bronił barw Al-Wahda Sana. W 2010 zasilił skład At-Tilal.

### Kariera reprezentacyjna
W 2001 debiutował w narodowej reprezentacji Jemenu. Łącznie strzelił 14 goli.

## Nagrody i odznaczenia

### Sukcesy klubowe
- mistrz Jemenu: 1999, 2000, 2001
- zdobywca Pucharu Prezydenta Jemenu: 2001, 2004
- zdobywca Pucharu Jedności: 2004
- zdobywca Pucharu Niepodległości: 2006

### Sukcesy indywidualne
- król strzelców I ligi jemeńskiej: 1998, 2000, 2002